# Фошт
Фошт (словен. Fošt) је насељено место у општини Словенска Бистрица, Подравска регија, Словенија.

## Историја
До територијалне реорганизације у Словенији био је у саставу старе општине Словенска Бистрица.

## Становништво
У попису становништва из 2011. године, Фошт је имао 81 становника.
| Број становника према пописима | Број становника према пописима | Број становника према пописима |
| ------------------------------ | ------------------------------ | ------------------------------ |
| 1991                           | 2002                           | 2011                           |
| 94                             | 79                             | 81                             |

Напомена: Године 2000. умањено за део насеља који је припојен насељу Гладомес. Напомена: Године 2017. извршена је мала размена територија између насеља Окошка Гора и Уговец (Оплотница) и Винарје, Гладомес и Фошт (Словенска Бистрица).